# 追分ファーム
追分ファーム（おいわけファーム、略称：追分F）は、北海道勇払郡安平町追分向陽にある競走馬の生産牧場である。
社台グループに属し、グループ内では吉田善哉の死去後に開業した最も新しい牧場である。生産馬の多くは、庭先取引ではなく、セレクトセールに上場されたり、G1レーシングなど一口馬主クラブにて募集されているのが特徴である。

## 歴史
- 1995年 - 名義上として存在、生産地は白老町と旧早来町。
- 1996年 - 安平町（旧追分町）に牧場を開場。
- 1997年 - 牧場としての初年度産駒が誕生。
- 2000年 - トゥナンテで重賞初制覇。
- 2002年 - ゴールドアリュールで統一GI初制覇。
- 2003年 - ゴールドアリュールでJRAGI初制覇。
- 2005年 - ハットトリックで海外GI初制覇。
- 2010年 - G1サラブレッドクラブを設立。
- 2011年 - 追分ファームリリーバレーを開設。

## 代表者
- 吉田晴哉（よしだ はるや）

## 本場以外の施設・関連会社
- 追分ファーム春日分場（放牧地約30ha、繁殖厩舎26馬房）
- 追分ファームリリーバレー（北海道勇払郡安平町東早来、調教厩舎120馬房、イヤリング厩舎86馬）
- 株式会社G1サラブレッドクラブ
- 株式会社G1レーシング
- オーエフホールディングス株式会社

## 主な生産馬
括弧内は重賞（斜字は統一重賞、太字は海外重賞）の勝ち鞍

### GI・JpnI優勝馬
- ゴールドアリュール（1999年産：2002年ジャパンダートダービー、ダービーグランプリ、東京大賞典、2003年フェブラリーステークス）
- ハットトリック（2001年産：2005年マイルチャンピオンシップ、香港マイル）
- ソングオブウインド（2003年産：2006年菊花賞）
- レジネッタ（2005年産：2008年桜花賞）
- オーロマイスター（2005年産：2010年マイルチャンピオンシップ南部杯）
- メーデイア（2008年産：2013年JBCレディスクラシック）
- フェノーメノ（2009年産：2013年・2014年天皇賞（春））
- ペルシアンナイト（2014年産：2017年マイルチャンピオンシップ）
- セリフォス（2019年産：2022年マイルチャンピオンシップ）[1]

### 重賞優勝馬
- トゥナンテ（1995年産：2000年愛知杯、北九州記念、毎日王冠）
- フェリシア（2002年産：2004年フェアリーステークス）
- シックスセンス（2002年産：2006年京都記念）
- ロフティーエイム（2002年産：2006年福島牝馬ステークス）
- ゴールスキー（2007年産：2014年根岸ステークス）
- ナターレ（2008年産：2011年クラウンカップ、戸塚記念、2012年OROカップ、2013年OROカップ、しらさぎ賞）
- ソロル（2010年産：2014年マーチステークス、2017年小倉サマージャンプ）
- フォーエバーモア（2011年産：2014年クイーンカップ）
- ディアマイダーリン（2012年産：2015年クイーン賞）
- ルックトゥワイス（2013年産：2019年目黒記念）
- サングレーザー（2014年産：2017年スワンステークス、2018年マイラーズカップ、札幌記念）[2]
- ディバインフォース（2016年産：2021年ステイヤーズステークス）
- イルーシヴパンサー（2018年産：2022年東京新聞杯、2023年京都金杯）[3]
- ディクテオン（2018年産：2023年浦和記念、名古屋グランプリ、2024年白山大賞典）
- ミッキーヌチバナ（2018年産：2024年アンタレスステークス）
- ロスコフ（2018年産：2024年小倉サマージャンプ）
- ガイアフォース（2019年産：2022年セントライト記念）[4]
- キミワクイーン（2019年産：2023年函館スプリントステークス）[5]
- シュトルーヴェ（2019年産：2024年日経賞、目黒記念）
- サンライズジパング（2021年産：2024年不来方賞、みやこステークス、2025年名古屋グランプリ）

## 繋養馬

### 種牡馬
- オーロマイスター（韓国に輸出）

### 繁殖牝馬
- トリッキーコード（ハットトリックの母）
- ニキーヤ（ゴールドアリュール、ゴールスキーの母）
- メモリアルサマー（ソングオブウインドの母）
- アスペンリーフ（レジネッタの母）
- デインスカヤ（シックスセンスの母）
- ウィッチフルシンキング（ロフティーエイム、メーデイアの母）
- フェリシア
- レジネッタ
- ディラローシェ（フェノーメノの母）
- フェアリーワルツ（オーロマイスターの母）
- メーデイア
- ディアマイダーリン
- フォーエバーモア
- レインボーダリア
- リトルゲルダ
- ナターレ（ガイアフォースの母）
- マドラスチェック

### 功労馬
- ソングオブウインド
- フェノーメノ
- ロフティーエイム

## 主な表彰馬
JRA賞
- 最優秀短距離馬

ハットトリック（2005年）、セリフォス（2022年）
- 最優秀ダートホース

ゴールドアリュール（2002年）
NARグランプリ
- 特別表彰馬

ゴールドアリュール（2002年）
ダートグレード競走最優秀馬
ゴールドアリュール（2002年）